# Enrique Freeman
Enrique Gabriel Freeman (Cleveland, 29 de julho de 2000) é um jogador norte-americano de basquete profissional que atualmente joga no Indiana Pacers da National Basketball Association (NBA) e no Indiana Mad Ants da G-League.
Ele jogou basquete universitário pela Universidade de Akron e foi selecionado pelos Pacers como a 50º escolha geral no draft da NBA de 2024.

## Carreira universitária
Após uma carreira preparatória na St. Martin de Porres High School em Cleveland, Freeman não recebeu ofertas de basquete universitário. Ele aceitou uma bolsa acadêmica para a Universidade de Akron e, a pedido de amigos e familiares, tentou uma vaga no time de basquete, ganhando uma vaga no elenco. Ele jogou com moderação como calouro, totalizando 13 minutos na temporada. Ele cresceu 10 centímetros entre o primeiro e o segundo ano e ganhou uma bolsa e uma posição inicial na equipe. Ele ganhou sua primeira honraria de equipe defensiva da MAC.
À medida que Freeman se estabeleceu como um dos melhores jogadores defensivos da MAC durante a temporada de 2021-22, seu ataque também começou a se desenvolver. Ele teve uma média de duplos-duplos na temporada e liderou a nação em porcentagem de arremessos. Ele foi selecionado para a Segunda-Equipe da MAC e foi nomeado o Jogador Defensivo do Ano da conferência. Ele levou a equipe a um título do Torneio da MAC e foi nomeado o MVP do torneio.
Após a temporada de 2022–23, Freeman se declarou para o draft da NBA de 2023, mas manteve sua elegibilidade universitário. Ele trabalhou para vários times, mas finalmente decidiu retornar a Akron para sua última temporada.
No final da temporada regular de seu último ano, Freeman foi nomeado Jogador do Ano da MAC.

## Carreira profissional

### Indiana Pacers / Mad Ants (2024–Presente)
Em 27 de junho de 2024, Freeman foi selecionado pelo Indiana Pacers como a 50ª escolha geral no draft da NBA de 2024. Em 8 de agosto de 2024, Freeman assinou um contrato de duas vias com eles e com seu afiliado da G League, Indiana Mad Ants.
Em 23 de outubro de 2024, Freeman fez sua estreia na NBA em uma vitória por 115-109 sobre o Detroit Pistons, marcando 2 pontos.

## Estatísticas da carreira

### Universitário
| Ano      | Equipe   | PJ  | PT  | MPJ  | AP    | 3P   | LL   | RT    | AS  | BR | TO  | PPJ  |
| -------- | -------- | --- | --- | ---- | ----- | ---- | ---- | ----- | --- | -- | --- | ---- |
| 2019–20  | Akron    | 7   | 0   | 1.9  | 1.000 | —    | .750 | .6    | .0  | .0 | .1  | .7   |
| 2020–21  | Akron    | 23  | 20  | 22.3 | .740  | —    | .659 | 9.2   | .3  | .5 | 1.9 | 7.9  |
| 2021–22  | Akron    | 34  | 34  | 28.8 | .665  | .000 | .649 | 10.8  | 1.4 | .5 | 1.1 | 13.2 |
| 2022–23  | Akron    | 33  | 33  | 31.2 | .616  | .333 | .616 | 11.2  | 1.9 | .6 | 1.2 | 16.8 |
| 2023–24  | Akron    | 35  | 35  | 32.5 | .584  | .370 | .728 | 12.9* | 1.6 | .8 | 1.7 | 18.6 |
| Carreira | Carreira | 132 | 122 | 23.3 | .721  | .234 | .680 | 8.9   | 1.0 | .4 | 1.2 | 11.4 |

## Links externos
- Biografia de Akron Zips